# Jacob van Quesnoy

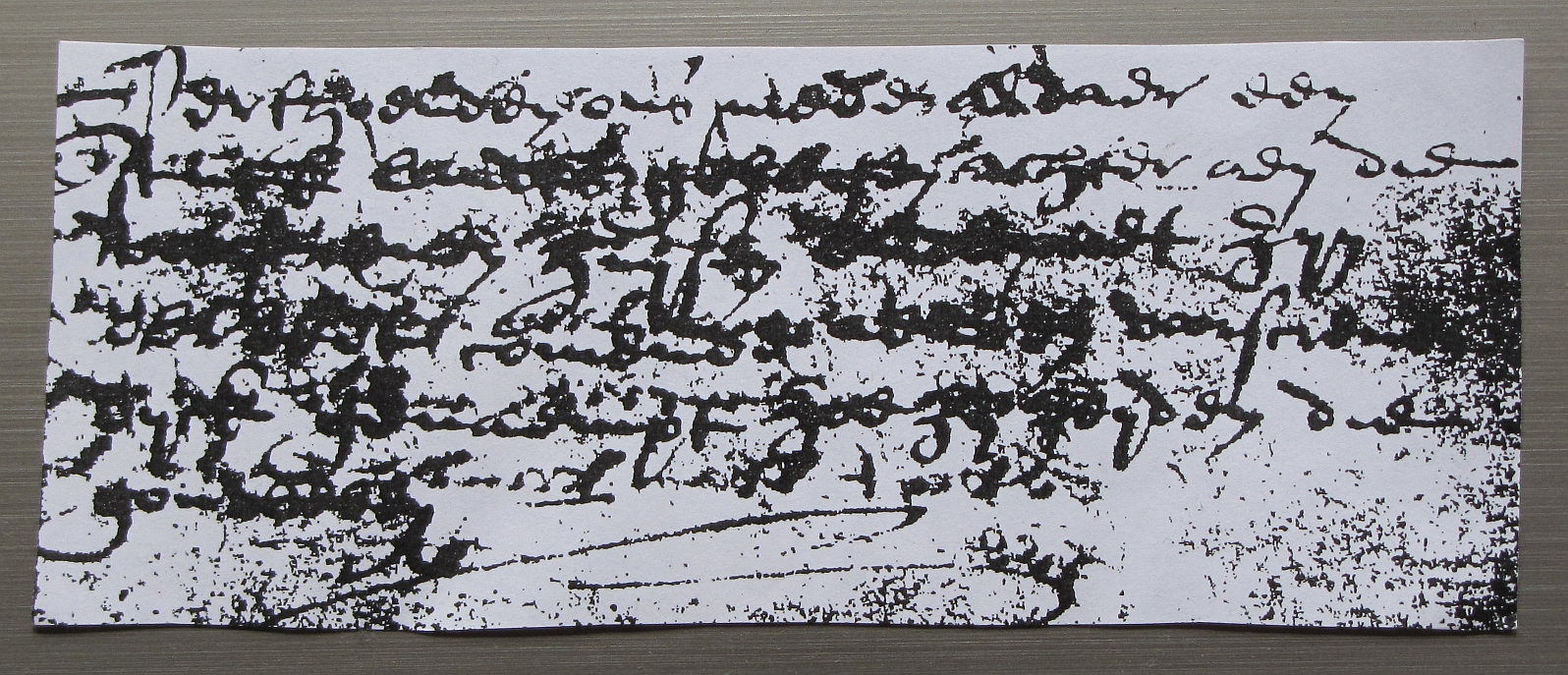
Tekst uit manuscript van Jacob van Quesnoy en Jehan Purtyck (1567): "verthoenden ons mede aldaer een stuck landts gelegen achter aen die voorscreven huysen ende met zyn obreedt comende aen die voorscreven dyck genaempt zoe zy zeyden die gouweren".

Jacob van Quesnoy (ook bekend als: Jacob Du Quesnoy, Mr. Jacob de Quesnoy en Jacob Fransz du Quesnoy, Middelburg omstreeks 1540 - Utrecht, maart 1576) was raadsheer en procureur-generaal van het Hof van Holland, Zeeland en West-Friesland.
Van Quesnoy werd rond 1540 geboren in Middelburg als zoon van een zekere  Frans (Jacobus filius Francisci Lonoroye (?)). Jacobus (Francisci) du Quesnoy studeerde in het buitenland. Op 27 februari 1553 stond hij ingeschreven in de studie Kunsten te Leuven en in 1558 in Padua voor de Rechtenstudie als Jacobus du Quesnoy Middelburgensis Selandus. In 1558 werd hij procureur/procurator. 
Na zijn studie keerde hij terug naar De Nederlanden, waar hij zich als advocaat vestigde  in Den Haag. Inmiddels was hij op 30 juni 1565 tevens raadsheer en procureur-generaal geworden van het Hof van Holland, Zeeland en West-Friesland. Hij bekleedde deze functie van 1565-1572. 
Van Quesnoy was getrouwd met Liedewij Sandelijn, geboren rond 1540 en gestorven in 1608. Zij kregen rond 1565 een zoon die Cornelis Jacobs du Quesnooij werd genoemd. Na overlijden van haar echtgenoot hertrouwde Liedewij met Jan Mr. Bekercke. Uit 1567 stamde het Manuscript dijkinspectie Noord-Holland van Jacob van Quesnoy, als commissaris, over de problemen in de Zeevang en de Muider en Naarder ban. Hierbij werd ook aandacht geschonken aan het toen bijna verdwenen gehucht Keveren. Jehan Purtyck, secretaris, schreef de tekst. Beiden waren verbonden aan het Hof van Holland.
Rond 1570 was Van Quesnoy  betrokken bij de aanleg van de gegraven Katwijkse uitwatering (waterlozing), zoals bleek uit de archieven van het Hoogheemraadschap van Rijnland. Hij deed dit in samenwerking met Wilhelm van Berendrecht, die als secretaris aan het reeds genoemde Hof verbonden was.
In juli 1572 week Jacob van Quesnoy met het Hof van Holland uit naar Utrecht. Kort daarna, in 1573, werd hij samen met Bossu gevangengenomen op de Zuiderzee. In maart 1576 overleed hij in de stad Utrecht op ongeveer 36-jarige leeftijd.